# Georganne Moline
Pour les articles homonymes, voir Moline.
Georganne Moline (née le 6 mars 1990 à Phoenix) est une athlète américaine, spécialiste du 400 mètres haies.

## Biographie
Deuxième des sélections olympiques américaines 2012 de Eugene, derrière sa compatriote Lashinda Demus, Georganne Moline obtient sa qualification pour les Jeux olympiques de Londres où elle se classe cinquième de la finale en portant son record personnel à 53 s 92.
Le 4 mars 2018, elle remporte la médaille d'or du relais 4 x 400 m des championnats du monde en salle de Birmingham en 3 min 23 s 85, record des championnats et record d'Amérique du Nord, d'Amérique centrale et des Caraïbes. Devançant sur le podium la Pologne et le Royaume-Uni, Moline et ses coéquipières échouent à moins d'une seconde du record du monde datant de 2006.

## Palmarès
| Date | Compétition                    | Lieu             | Résultat | Épreuve     | Temps         |
| ---- | ------------------------------ | ---------------- | -------- | ----------- | ------------- |
| 2012 | Jeux olympiques                | Londres          | 5e       | 400 m haies | 53 s 92       |
| 2018 | Championnats du monde en salle | Birmingham       | 1re      | 4 x 400 m   | 3 min 23 s 85 |
| 2018 | Championnats NACAC             | Toronto          | 3e       | 400 m haies | 54 s 26       |
| 2018 | Ligue de diamant               | Ligue de diamant | 4e       | 400 m haies | 55 s 00       |

## Records
| Épreuve     | Performance | Lieu       | Date         |
| ----------- | ----------- | ---------- | ------------ |
| 400 m haies | 53 s 14     | Sacramento | 25 juin 2017 |